# The Look of Love (álbum de Diana Krall)
The Look of Love es el sexto álbum de la pianista y cantante de Jazz canadiense Diana Krall, editado en 2001.

## Listado de canciones
1. "'S Wonderful" (George Gershwin, Ira Gershwin) – 4:29
2. "Love Letters" (Edward Heyman, Victor Young) – 4:56
3. "I Remember You" (Johnny Mercer, Victor Schertzinger) – 3:56
4. "Cry Me a River" (Arthur Hamilton) – 5:03
5. "Bésame Mucho" (Sunny Skylar, Consuelo Velázquez) – 6:40
6. "The Night We Called It a Day" (Tom Adair, Matt Dennis) – 5:42
7. "Dancing in the Dark]]" (Howard Dietz, Arthur Schwartz) – 5:48
8. "I Get Along Without You Very Well (Except Sometimes)" (Hoagy Carmichael) – 3:44
9. "The Look of Love" (Burt Bacharach, Hal David) – 4:41
10. "Maybe You'll Be There" (Rube Bloom, Sammy Gallop) – 5:31

## Músicos
- Diana Krall - Piano y voz
- Dori Caymmi - Guitarra
- Romero Lubambo
- Russell Malone
- John Pisano
- Luis Conte - Percusión
- Paulinho Da Costa - Percusión
- Peter Erskine - Percusión
- Jeff Hamilton - Bajo
- Christian McBride - Contrabajo
- Orquesta Sinfónica de Londres
- Claus Ogerman - Director

- Datos: Q1759346